# Remanzacco
Remanzacco (im lokalen Dialekt: Remanzâs) ist eine nordostitalienische Gemeinde (comune) mit 6013 Einwohnern (Stand 31. Dezember 2023) in der Region Friaul-Julisch Venetien. Die Gemeinde liegt etwa 7 Kilometer ostnordöstlich von Udine. Durch Remanzacco fließen die Roggia Cividina und der Torre.

## Verkehr
Durch die Gemeinde führt die Strada Statale 54 del Friuli von Udine zur slowenischen Grenze. Ein Bahnhof liegt an der Bahnstrecke Udine–Cividale.

## Trivia
Nach der Ortschaft bzw. der Gemeinde ist der Asteroid (27985) Remanzacco benannt.